# Nikola Vasojević
Nikola Vasojević (prije 1804. – 30. svibnja 1844.), crnogorski pustolov, diplomat, obavještajac, vojni inženjer. Zbog pustolovne naravi i mitološki ustrojena projekta kojem je bio na čelu (stvaranja državice između Crne Gore i Kneževine Srbije) nije sasvim izvjesno je li ga za okvalificirati samozvancem, pustolovim ili istinskim borcem za dobro svog naroda.

## Životopis
Podrijetlo, mjesto rođenja i djetinjstvo nije u potpunosti moguće utvrditi, zbog izvora koji međusobno proturiječe. Prema povjesničaru Ljubomiru Durkoviću-Jakšiću, koji je sabirao i uspoređivao podatke iz knjiga, novina i isrpava s neposrednim svjedočenjem potomaka došao je do nekakve slike o njemu. Nikola Vasojević se rodio od oca Staniše i matere Jovane. Poslije očeve smrti mati mu se vratila u svoj rodni kraj, Gornju Moraču, gdje se preudala za nekog Grigora Radonića. Kada su se Trebješani 1804. godine preselili u Rusiju, onamo je odselio i Nikolin očuh koji ga je poveo sa sobom. Nikola se je školovao u Petrogradu u kadetskom korpusu. Službovao je 12 godina u Rusiji kao inženjerijski časnik. Došao je do čina bojnika. Promijenio je prezime u ruskom duhu, kao što su Trebješani u Rusiji često mijenjali svoja imena i prezimena. Nikola si je dodao ruski patronim po očuhu i rusificirano očuhovo prezime, Gligorov Radonič. Mati je ondje dobila ime Ana, a ime biološkog oca oca Staniše u ispravama je promijenjeno u Mihailo. Prema drugim vrelima, poslije očeve pogibije Nikolu su održali radstvenici te je kao dijete otišao školovati se u inozemstvo. Prema trećim vrelima, Nikola se bijegom našao u Kučima, pa u Austriju, pa u Rusiju, gdje se školovao u inženjerijskom korpusu u Odesi. Oko 1830. se našao u Carigradu. Teško je naći razloge zbog čega je s obitelji odselio onamo. Pretpostavlja se da su ga Osmanlije pustile k sebi zato što je iz Rusije pobjegao s nekim povjerljivim planovima te je stekavši time tursko povjerenje, dobio radno mjesto u časničkoj školi u Carigradu kao predavač. Izvjesno je da je bio u dobrim uvjetima ondje. Upoznao se s nekim srpskim izaslanikom i po preporuci ondašnjeg ruskog (!) poslanika, srpsko izaslanstvo pozvalo u Kneževinu Srbiju, da bi kao vojni inženjer pomagao utvrditi granicu Srbije i Turske. U Srbiji se je sprijateljio s utjecajnim ljudima, no nije mu vjerovao srpski knez Miloš. Vasojević je putovao po Balkanu i na kraju na Cetinje. Petru II. Petroviću Njegošu Vasojević bezuspješno je ponudio posredovati kod skadarskog paše. Iz prve ga je Njegoš cijenio i posvetio mu pjesmu, no vremenom im se odnosi pogoršavaju do otvorena neprijateljstva. Nekakav preokret zbiva se 1835. godine kad je od Njegoša isposlovao izdavanje pismene "gramate" njemu o plemićkom podrijetlu, što je Njegoš inače dijelio i drugima. Time je postao knez Vasojevića, potomak. Sâm je tvrdio da je od "Sloveno-ostrogorske dinastije". Napravio si je je kneževski pečat, izveo zanimljivi rodoslov - "rodoslovije Vasojevića koji su živeli u Holmiji" koji je vodio sve do najstarijeg pretka Steve Vasojevića, lika o kojem su se pjevale junačke pjesme uz gusle. Igra s njegovom zamišljenom kneževinom Holmijom zaškakljala je maštu mnogima, no mnogi mu nisu ni povjerovali. Upleo se u spletke s mnogima velesilama, gledao izvući novce, i to je trajalo kojih poldrug desetljeća. Pokušao je osnovati između Crne Gore i Kneževine Srbije posebnu državicu, katoličku kneževinu Holmiju odnosno Knjaževinu Vasojević kojoj bi on bio knezom (knjazom). Izazvao je diplomatsku buru na Balkanu i među velikim europskim silama. Bila bi njegova država po njegovim riječima središte propagande katoličanstva protiv Rusije, ujedno i brana ujedinjenju države Crne Gore i Srbije. U Rimu su Vasojevića smatrali turskim, u Ateni ruskim pa engleskim agentom, Vatikan ga je smatrao varalicom i cijeli projekt sumnjivim, tek je nešto poljska vlada u izbjeglištvu ozbiljnije shvatila. Pravoslavni su krugovi vidjeli veliki problem zbog unijaćenja. Nije poznato točno kako je umro. Po jednom scenariju, ubijen je u pljačci, po drugom zabunom je ubijen jer su ga zamijenili za muslimana, prema trećem, po predaji, ciljano su ga ubili Njegoševi na prijevaru. Navodno ga je neki iguman oklevetao kod Njegoša, Njegoš potom je zvao Vasojevića na Cetinje i na putu ka tamo ga je u selu Donjemu Zagaraču ubio dvojac Njegoševih ljudi 30. svibnja 1844. godine. Pokopan je, a knez Danilo je, 1857. godine zapovijedio poravnati Vasojevićev grob.

## Vanjske poveznice
- Avanturistički život Nikole Vasojevića, šefa štaba celokupne turske vojske. "Vreme", 27. feb. 1938, str. 14 i 20. digitalna.nb.rs (ćirilica)